# Caterina Ginnasi
Caterina Ginnasi (Roma, 1590 – Roma, 30 novembre 1660) è stata una pittrice e benefattrice italiana.

## Biografia
Era figlia unica di Dionisio, discendente da famiglia romagnola originaria di Castel Bolognese e avvocato della famiglia Colonna, e di Faustina Gottardi, morta nel 1646. Fonte privilegiata delle notizie biografiche su Caterina Ginnasi, cui tutti gli autori si riferiscono, è il Passeri.
La famiglia abitava a Roma, a palazzo Ginnasi, in via delle Botteghe Oscure, insieme allo zio cardinale Domenico Ginnasi. Rimasta orfana di padre e di madre, lo zio decise di dare Caterina in sposa al suo cugino di primo grado Francesco Ginnasi; ma la ragazza si oppose, perché preferiva ai lavori domestici dedicarsi alla pittura e alla contemplazione divina. Lo zio l'affidò dunque al pittore romano Gaspare Celio che, grazie al cardinale, aveva ottenuto lavori per la cappella del Battesimo, nella Basilica di San Pietro.
Caterina Ginnasi passò nella bottega del pittore parmense Giovanni Lanfranco che nel 1627-1628 dipinse ad affresco nella Basilica di Santa Maria in Domnica, nota come Santa Maria alla Navicella, e decorò il soffitto della galleria di palazzo Ginnasi con una Pentecoste ad olio (1629-32), poi trasferita nella volta della cappella di palazzo Ginnasi. Nella primavera 1634 Lanfranco partì per Napoli. Caterina dipinse tele per la chiesa di Chiesa di Santa Lucia alle Botteghe Oscure che l'architetto Orazio Torriani, tra il 1629 e il 1630, ricostruì e inglobò al palazzo Ginnasi. La chiesa fu distrutta intorno al 1936, per allargare via delle Botteghe Oscure e fu ricostruita, ma con dimensioni più contenute, all'interno del palazzo. Il portale d'ingresso della chiesa, sormontato da una Madonnina, è visibile sulla strada. Caterina Ginnasi dipinse per l'altare maggiore la pala Martirio di Santa Lucia e una Ultima Cena che fu poi tagliata in forma di lunetta. Per l'abside dipinse un ovale con una Madonna e per una cappella un San Biagio vescovo, le cui fattezze richiamavano quelle dello zio cardinale.

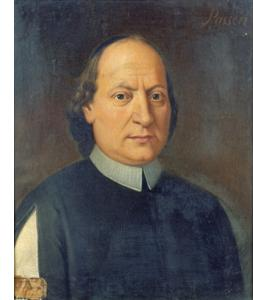
Ritratto di Giovanni Battista Passeri

Nella schedatura delle Belle Arti di Roma, del 1925, si legge che, tranne l'ovale con la Madonna, le opere si trovavano ancora nella chiesa e fu attribuito alla Ginnasi anche un San Giuseppe, a olio su tela, che era nella cappella di sinistra. Le uniche opere oggi conservate sono la pala con il Martirio di Santa Lucia e la lunetta Ultima Cena. Certe ingenuità della pittrice, soprattutto nei volti, sono risolte grazie alla generosità della tavolozza e al chiaroscuro, caratteristiche di Lanfranco.

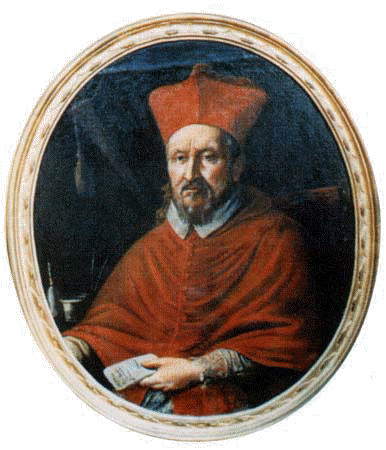
Ritratto del cardinale Domenico Ginnasi

Nel 1632 Caterina Ginnasi si dedicò alla decorazione della cappella Ginnasi (o dei Santi Protettori), voluta dal cardinale Domenico, nella cattedrale di Velletri. Le tele furono rimosse nel 1824 e sono state poi smarrite. Caterina aveva dipinto una grande pala con la Madonna e i quattro santi protettori di Velletri, un Sant'Eleuterio e un San Ponziano. Agli angoli della cupola aveva realizzato i Quattro Evangelisti.
Dipinse la pala d'altare per la chiesa dei Ss. Angeli Custodi a Roma, demolita tra il 1928 e il 1929 per allargare via del Tritone, quando fu soppressa una strada che collegava fontana di Trevi a piazza Barberini. Il dipinto, che raffigurava un Angelo che accompagna un bambino sulla via del Paradiso, fu realizzato intorno al 1637 e fu sostituito nel 1681 con un quadro di altro autore.
Nel 1638 Caterina Ginnasi s'iscrisse all'Accademia di San Luca, nel cui archivio risulta presente nel 1651, insieme alle pittrici Anna Maria Vaiani, Giovanna Garzoni, Felicia Orlandi e Giustiniana Guidotti. In un documento del 1661, esistente all'Accademia di San Luca, Caterina Ginnasi è ricordata con le stesse artiste presenti nel 1651 e anche con Plautilla Bricci, Ippolita de Biagi e Maddalena Corvini.
Nel 1639, tra i beni lasciati in eredità dal cardinale Ginnasi furono elencati questi dipinti della nipote: Santa Caterina d'Alessandria, Assunzione della Vergine, San Michele Arcangelo e Madonna con i quattro santi protettori di Velletri, forse una copia della pala della cattedrale di Velletri. A Sarzana, in collezione privata, un ritratto del cardinale Ginnasi è stato attribuito a Caterina che dipinse altri due oli su tela, una Natività e una Pietà, che si trovavano nella collezione settecentesca del cardinale Carlo Pio di Savoia iuniore.
Alcune sue opere sono conservate nei Musei Capitolini.

### Pie istituzioni
Alla morte dello zio cardinale, Caterina Ginnasi ottenne una ricca rendita e si prese cura del monastero del "Corpus Domini", fondato dallo zio nel 1637, a palazzo Ginnasi, secondo una stretta interpretazione della regola di Santa Teresa, che riservava il velo a 27 monache, conosciute a Roma come "monache ginnasie". Caterina curò anche la "Confraternita di Santa Maria Costantinopolitana del Suffragio", che aveva come riferimento la cappella di famiglia, nella cattedrale di Velletri. Queste pie istituzioni erano state dotate dal cardinale di un ricco patrimonio, amministrato dalla nipote. A Velletri Caterina ripristinò il Monte di pietà, che dal 1640 prese il nome di "Sacro Monte di pietà Ginnasi".
Probabile ritratto della pittrice è un busto in marmo di Carrara, conservato al Victoria and Albert Museum di Londra, datato 1660 e attribuito allo scultore Cosimo Fancelli.